# 德川忠長
德川忠長（日语：〔〕／ Tokugawa Tadanaga，1606年5月7日—1633年12月6日），日本江戶時代前期的大名。官位至從二位大納言，主要的領地為駿河國，因而被稱為駿河大納言。

## 生涯
慶長九年（1606年）出生於江戶城西之丸，幼名國千代（國松丸），也被稱為北丸殿。是德川幕府二代將軍德川秀忠三子，母親為正室江與（崇源院），出生的日期有三種說法，5月7日（德川幕府家譜）、6月1日（慶長見聞錄案紙）、12月3日（幕府祚胤傳）。不過由於5月7日是異母弟保科正之的出生日，12月3日是異母兄長丸的出生日，因此應該是誤記。再者，醫者曲直瀨玄朔在『醫學天正記』中，有「6月1日出生的大樹少主殿下（將軍的幼子）」的診療紀錄，因此6月1日的說法較為合理，而『大日本史料』中也是以6月1日出生為主。乳母朝倉局（土井利勝妹、朝倉宣正妻）。
父親秀忠和母親江與比起體弱又口吃的長子竹千代（後來的家光），更加寵愛容貌端麗、才氣煥發的次子國千代，因此幕府分裂為擁立竹千代和擁立國千代的兩方勢力，為了次期將軍之位而引發了爭端。然而在竹千代的乳母春日局親自前往駿府，向隱居的大御所家康直訴之後，竹千代被確定為下任將軍。國千代被秀忠賜與松平姓（庶子的待遇），跟德川姓的叔父德川義直及德川賴宣擁有將軍繼承權相比，忠長並沒有這項資格。
元和四年（1618年）9月，受封甲斐國23萬8千石，成為甲府藩主，之後又合併信濃國的小諸藩而增加了領地。就任藩主的同時，以朝倉宣正和治理郡内地區的鳥居成次等人為中心編制了家臣團，之後又增加了武田遺臣以及大久保長安所轄的代官眾。不過元服前還很年幼的國千代實際上並沒有進入甲府，藩政是由家臣團和代官眾主持。
同年10月9日，國千代為了討父親秀忠歡心，用自己獵得的鴨子製成湯品作為秀忠的膳食。起初秀忠確實感到高興，然而在聽到鴨子是在竹千代所居住的西之丸護城河中所獵捕到的，隨即說「江戸城是父親家康所修築，將來絕對要讓給竹千代的地方。國千代竟然用鐵炮射擊身為兄長的竹千代所居住的西之丸，這是大逆不道之事，也絲毫沒有考慮到父親家康。即便沒有惡意也是對於未來將軍竹千代的謀逆」，反倒是激怒了秀忠，讓他扔下筷子離去。
元和六年（1620年）9月國千代元服，正式改名為忠長（取名的是崇傳）。元和九年（1623年）7月，家光在繼任將軍的時候受封權中納言，同年11月7日，和母親江與的舅父織田信長的孫子織田信良（信長二男信雄之子）的女兒昌子結婚。另外，在「會津松平家譜」中提及，忠長曾與異母弟正之會面，相當看重正之並賜給他有葵紋的家康遺物等，也曾經建議讓正之恢復姓氏（保科正之為秀忠和側室淨光院的庶子，自幼由信濃高遠藩主保科正光撫養，因此不是松平姓）。
寛永元年（1624年）7月，小諸藩領地被劃分出領地，加封駿河國和遠江國部分地區（原掛川藩領地），領地為駿遠甲三國55萬石。寛永三年（1626年）任權大納言，在後水尾天皇行幸二條城時也有隨行上洛。不過就在大御所秀忠、將軍家光及忠長都離開江戶城時，大御台所江與去世，享年54歲。
寛永八年（1631年）5月，由於忠長出現亂行（斬殺多人，其中一人為家臣），而被命令蟄居甲府。這時他透過秀忠的親信崇傳向秀忠請求赦免但沒有被接受，隔年秀忠病重之際，忠長進入江戶請求赦免仍然沒有被接受。在秀忠去世之後，由於在甲府建立供養台德院殿（秀忠）的寺院，而且在加藤忠廣改易時流傳的謠言，最終忠長的大名地位遭到除封，領國全部被沒收，10月20日以暫時安置於安藤重長處的形式，受到幽禁上野國高崎的處分。同時，朝倉宣正及鳥居成次因連坐而遭到除封。在細川家史料中，曾把下場相似的德川家的忠輝（家康六子松平忠輝）、忠直（結城秀康長子、家康之孫松平忠直）和忠長相提並論。
寛永十年12月6日（新曆換算是1634年1月5日），忠長依據幕府的命令於高崎的大信寺自盡，得年28歲。墓所是在延寶三年（1675年）的43回忌時在大信寺建立，現在是高崎市指定史跡，另外忠長的硯箱、自盡時使用的短刀、親筆信件等物品和牌位一起保存。
另外，忠長的正室是織田信良之女昌子雖然是定論，但是在高崎市的極樂寺裡，除了忠長的墓碑之外，也有記載「承應三年正月廿一日 二世 神女清月彌勒院內儀松譽春貞大姉 德川忠長正室 俗名 吉井庚子 五十五才」的墓碑。在側室方面，大信寺的過去帳中，有提到跟隨忠長的三位側妾，因此推測有側室但詳細情況不明。在子嗣方面，有流傳忠長有一子松平長七郎（長頼）的說法，不過這很有可能是跟堂兄松平忠直在流放地出生的兒子永見長賴的情況混淆的結果，因此以史料來說忠長確定沒有兒女。另外，據說忠長的長相與舅公的織田信長相當相似。
- 法號：峰巖院殿前亞相清徹曉雲大居士
- 墓所：群馬縣高崎市通町的願行山常巖院大信寺。

## 官職位階履歷
※日期＝舊曆
- 慶長十一年（1606年）出生
- 元和四年（1618年）一月十一日，領甲府藩二十萬石。
- 元和六年（1620年）八月二十二日，任從四位下參議左近衛權中將
- 元和九年（1623年）七月二十七日，任從三位權中納言
- 寛永元年（1624年）領駿河國、遠江國、甲斐國五十五萬石。
- 寛永三年（1626年）八月十九日，任從二位權大納言。
- 寛永八年（1631年）五月，被命令蟄居（幽禁）於甲府（甲斐國）。
- 寛永九年（1632年）十月二十日，改易。
- 寛永十年（1633年）十二月六日，在流放地高崎（上野國）自盡。享年二十八歲。